# Aspirador

O aspirador revolucionou a limpeza de ambientes

O aspirador é um equipamento pneumático destinado a captura de partículas sólidas, normalmente servindo para absorver pó nas casas.
Nos finais do século XIX e princípios do século XX, começaram a surgir os primeiros aspiradores, precursores dos modernos aparelhos.
Em 1869, surge o primeiro aspirador, inventado por Ives McGaffey, accionado por uma manivela. Outros eram providos de um tubo terminado por um bucal (com um formato idêntico ao dos dias de hoje) e o pó era bombeado manualmente para dentro de um pequeno contentor.
Em 1907 apareceu o primeiro aspirador eléctrico, inventado pelo americano Murray Spangler, empregado da empresa Hoover, a qual adquiriu os direitos de fabricação daquele invento em 1908. Tornaram-se um sucesso internacionalmente. Em 1926 a Hoover lançou um dos seus mais famosos aspiradores, o Hoover 700, conhecido por beats-as-it-sweeps-as-it-cleans (bate-enquanto-varre-enquanto-limpa), um aparelho mais eficaz na remoção do pó das alcatifas: bate o pó, varre e aspira-o. A partir daí foram lançados vários modelos mas sem grandes alterações nas características gerais do produto. Só a partir dos anos 80 é que se puderam ver algumas alterações mais concretas proporcionadas pelas novas tecnologias.
Entretanto, de meados dos anos 60 a meados dos anos 70, surgiu no mercado o aspirador de mão, concebido para ser prático e fácil de transportar para qualquer lado.
No século XXI apareceram os aspiradores robóticos para o grande consumo, sendo a marca Roomba líder desse mercado.

## Legislação na União Europeia
Em setembro de 2017, os aspiradores que consumam mais de 900 watts e passem os 80 decibéis deixam de ser vendidos no mercado. Esta medida vai possibilitar que os efeitos nocivos para a saúde, como a poluição sonora e a reemissão de poeira, sejam evitados.
Esta regra juntamente com as já estabelecidas em 2013 e 2014 onde proibiram aspiradores com potência acima dos 1600 watts, vão permitir economizar cerca de 20 terawatt-hora por ano até 2020.

### Aspirador robô
Aspiradores de pó robóticos, sob o comando do usuário ou em um cronograma, movem-se independentemente, contornando obstáculos, em uma determinada superfície, removem poeira e sujeira.